# Бейройл
Бейройл (англ. Bairoil) — місто (англ. town) в США, в окрузі Світвотер штату Вайомінг. Населення — 68 осіб (2020).

## Географія
Бейройл розташований за координатами 42°14′14″ пн. ш. 107°33′40″ зх. д. / 42.23722° пн. ш. 107.56111° зх. д. (42.237202, -107.561048). За даними Бюро перепису населення США в 2010 році місто мало площу 3,66 км², уся площа — суходіл.

## Демографія

### Перепис 2010
Згідно з переписом 2010 року, у місті мешкало 106 осіб у 49 домогосподарствах у складі 27 родин. Густота населення становила 29 осіб/км². Було 68 помешкань (19/км²).
Расовий склад населення:
| - 84,0 % — білих - 2,8 % — азіатів - 1,9 % — корінних американців - 7,5 % — осіб інших рас |

До двох чи більше рас належало 3,8 %. Частка іспаномовних становила 21,7 % від усіх жителів.
За віковим діапазоном населення розподілялося таким чином: 17,0 % — особи молодші 18 років, 68,8 % — особи у віці 18—64 років, 14,2 % — особи у віці 65 років та старші. Медіана віку мешканця становила 49,0 року. На 100 осіб жіночої статі у місті припадало 120,8 чоловіків; на 100 жінок у віці від 18 років та старших — 125,6 чоловіків також старших 18 років.
Середній дохід на одне домашнє господарство становив 63 827 доларів США (медіана — 59 500), а середній дохід на одну сім'ю — 61 457 доларів (медіана — 59 000). За межею бідності перебувало 9,0 % осіб, у тому числі 0,0 % дітей у віці до 18 років та 0,0 % осіб у віці 65 років та старших.
Цивільне працевлаштоване населення становило 65 осіб. Основні галузі зайнятості: сільське господарство, лісництво, риболовля — 32,3 %, роздрібна торгівля — 13,8 %, публічна адміністрація — 13,8 %.

### Перепис 2000
За даними перепису 2000 року,
на території муніципалітету мешкало 97 людей, було 42 садиб та 30 сімей.
Густота населення становила 42,1 осіб/км². Було 78 житлових будинків.
З 42 садиб у 23,8 % проживали діти до 18 років, подружніх пар, що мешкали разом, було 64,3 %,
садиб, у яких господиня не мала чоловіка — 7,1 %, садиб без сім'ї — 26,2 %.
Власники 26,2 % садиб мали вік, що перевищував 65 років, а в none садиб принаймні одна людина була старшою за 65 років.
Кількість людей у середньому на садибу становила 2,31, а в середньому на родину 2,74.
Середній річний дохід на садибу становив 37 917 доларів США, а на родину — 31 875 доларів США.
Чоловіки мали дохід 38 125 доларів, жінки — 26 667 доларів.
Дохід на душу населення був 20 030 доларів.
Приблизно 8,0 % родин та 4,6 % населення жили за межею бідності.
Серед них осіб до 18 років було 11,1 %, і нікого понад 65 років.
Середній вік населення становив 41 років.